# Anthropologie de l'art

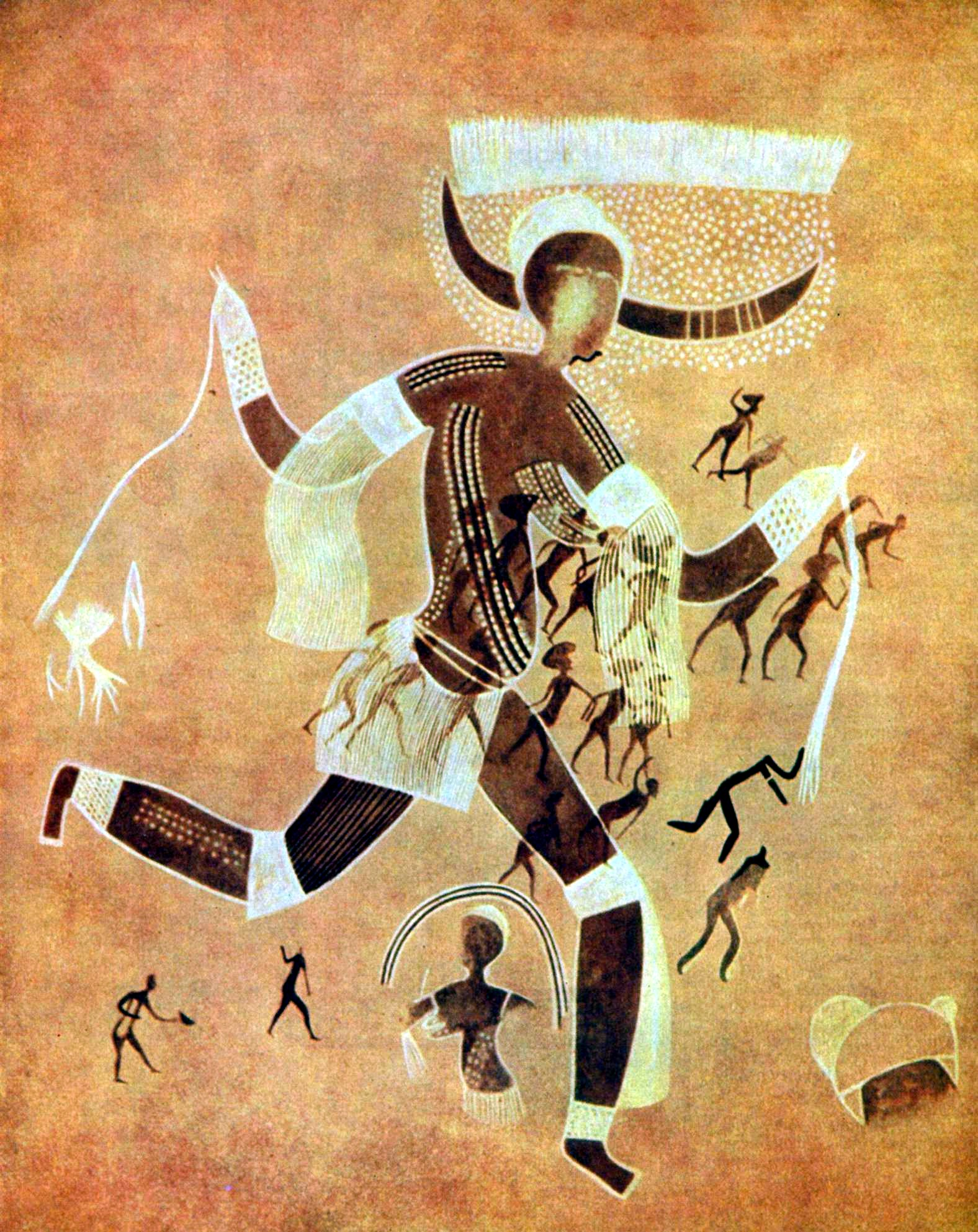
Peinture rupestre du Sahara.

L'anthropologie de l'art est une science sociale qui s'attachait historiquement à étudier les productions plastiques et picturales des sociétés humaines dites « traditionnelles », « sans écriture » ou « primitives ».
À l'instar des autres disciplines connexes ou relevant de l'anthropologie (comme l'ethnologie et la sociologie), on assiste ces dernières décennies à un élargissement de son champ d'étude, et elle correspond plutôt aujourd'hui à une analyse culturelle et symbolique de la production artistique sous toutes ses formes.
L'anthropologie de l'art se distingue de la sociologie de l'art en ce sens qu'elle privilégie non pas la dimension économique, politique ou médiatique des productions artistiques, mais qu'elle étudie plutôt la signification que celles-ci peuvent prendre dans leur culture d'origine ; elles ne sont pas non plus étudiées pour leur valeur intrinsèque, comme ce serait le cas dans une critique d'art.

## La question de l'objet

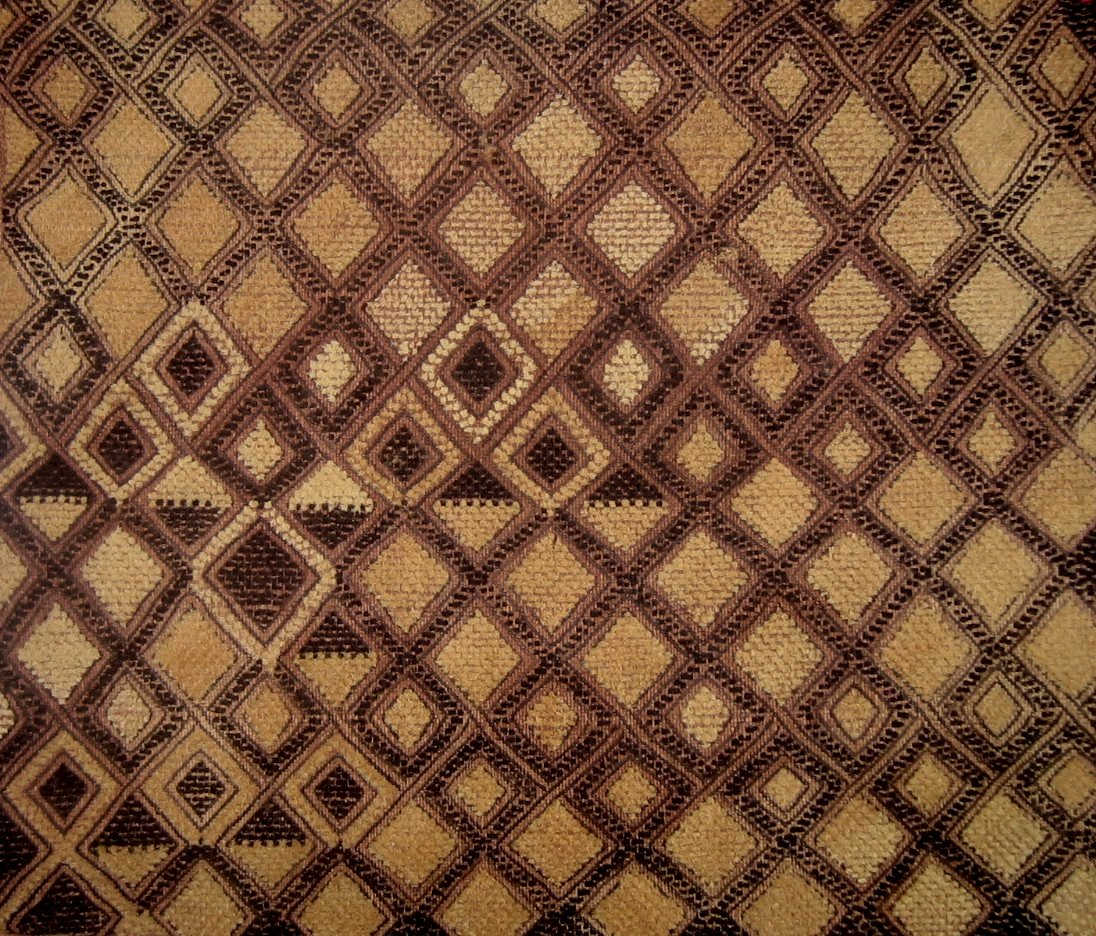
Velours du Kasaï, République démocratique du Congo

L'anthropologie de l'art se trouve dès ses fondements confrontée à une question épistémologique simple : Qu'est ce que l'art ? 

Après de nombreuses tentatives pour résoudre cette question, c'est Erwin Panofsky qui a finalement proposé une définition acceptable en anthropologie. Il suggère de revenir au sens premier de cette notion, à l'aide du terme latin ars-artis qui a longtemps gardé deux significations distinctes :
- l'ensemble de règles et de techniques, que la pensée doit mettre en œuvre pour atteindre la connaissance et représenter le réel.
- la capacité consciente et intentionnelle de l'homme de « produire des objets de la même façon que la nature produit des phénomènes »[1].

Cette double articulation permet d'affirmer que « l'étude du rapport que chaque culture entretient entre ces deux aspects de la notion d'art — entre certaines formes de connaissances et certaines techniques de conception et de production d'images — constitue l'objet de l'anthropologie de l'art ».

## Historique
Il est possible de retracer historiquement cette curiosité particulière des Européens pour les objets produits par des sociétés de l'autre bout du monde. On remarque par ailleurs assez vite, au fur et à mesure des époques, que le statut des objets à leurs yeux évolue, passant du statut de simple curiosité à celui d'œuvre art, puis de celui d'œuvre d'art à celui d'outil, d'ornement, ou de décoration du quotidien.

### Origines: la période coloniale

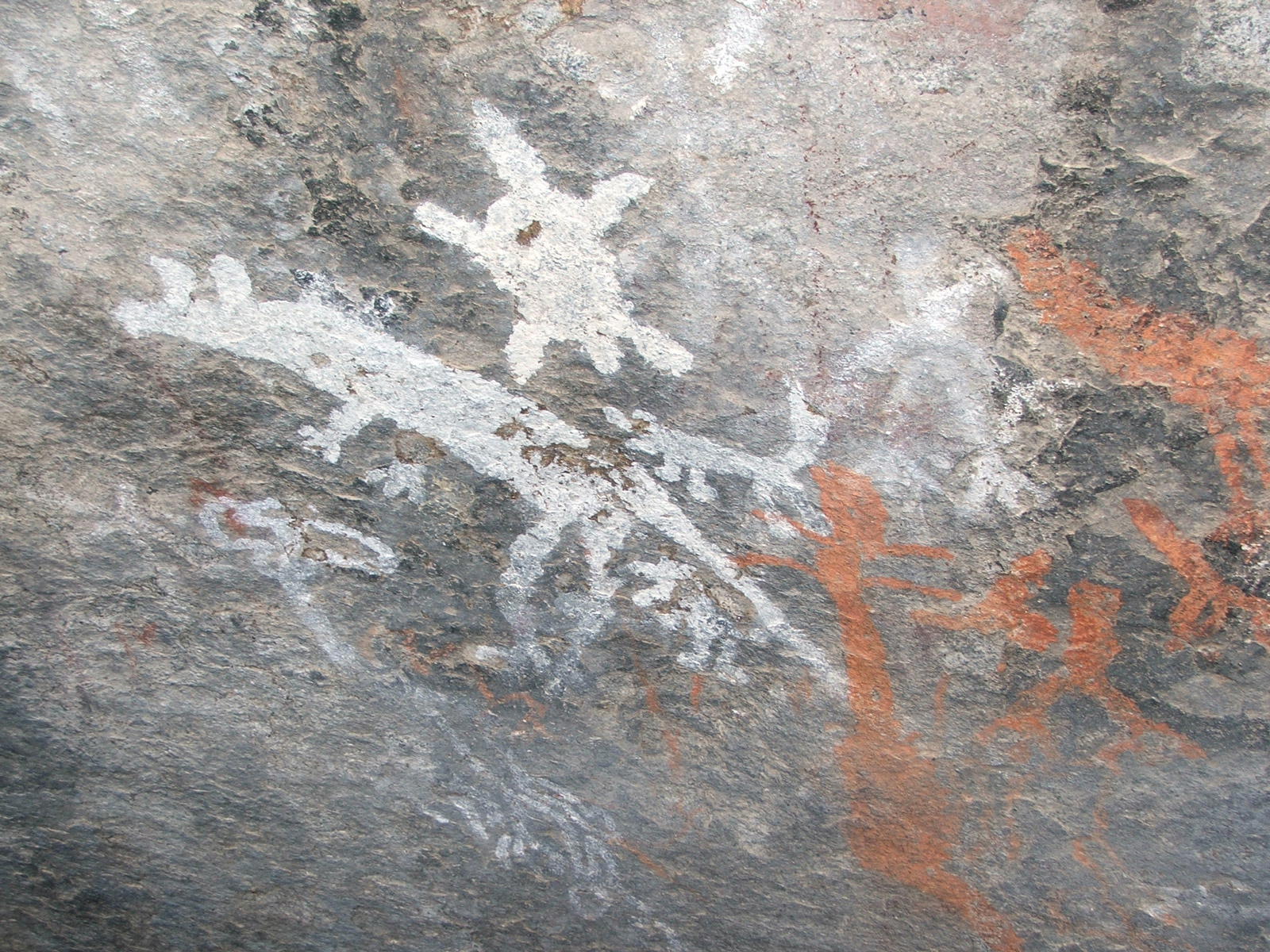
Peinture rupestre, Aborigènes d'Australie

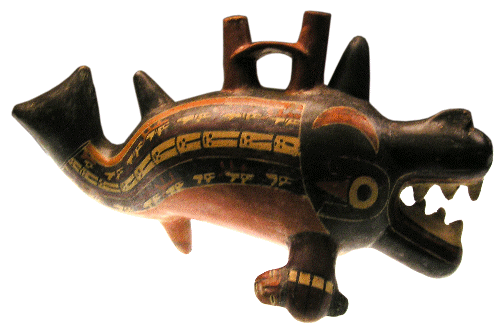
Céramique nazca polychrome en forme de poisson

Ce fut au XIVe et XVe siècle que les navigateurs et commerçants ramenèrent des preuves de l'existence de mondes inconnus : Marco Polo rentre d'Asie, Christophe Colomb découvre les Amériques, l'expédition de Fernand de Magellan boucle le premier tour du globe. Ces premiers témoins insolites, furent exposés partout en Europe dans les collections privées des souverains royaux, comme celles des rois de France, ou de la famille de Médicis à Florence. Les intellectuels de la Renaissance eurent le loisir de s'interroger sur ce « génie des habitants de ces pays lointains »; ils n'étaient en effet déjà plus perçus comme « les œuvres merveilleusement achevées d'artistes inconnus, mais comme les témoignages imparfaits des premiers stades de l'évolution qui aboutit à la civilisation occidentale ».
Au XVIIe et au XVIIIe siècle, la période colonialiste conduit à une accumulation généralisée. Effectivement, pour pouvoir étudier ces œuvres d'art il fallait pouvoir les collecter, d'autant qu'il était admis que ces peuples n'avaient aucune idée de la valeur de leurs productions. Ainsi, des expéditions scientifiques étaient financées par les États coloniaux, et aboutissaient souvent à des pratiques de pillage et de « réquisition ». Explorateurs, commerçants, missionnaires et administrateurs coloniaux y participèrent également, donnant un caractère généralisé à cette appropriation du patrimoine culturel des non Occidentaux par les Européens. La mission Dakar-Djibouti, menée en 1935 par Marcel Griaule, illustre cette motivation scientifique subsistante encore au XXe siècle de collecter des objets afin d'étudier les cultures, les croyances, l’organisation sociale et la richesse de l’art africain. De telles pratiques furent par ailleurs dénoncées par Michel Leiris, membre de ladite expédition.
En définitive, quelques-uns de ces objets furent exposés à l'Exposition universelle de Londres en 1851, mais furent finalement oubliés pour la grande majorité d'entre eux.

### Évolutionnisme et primitivité
Les travaux pionniers de Gottfried Semper sur l'origine de l'art donnent naissance à cette sous discipline de l'anthropologie, quand bien même sa perspective est évolutionniste. L'art premier y est abordé par le biais d'une histoire comparée des styles, sans pour autant se réduire à une recherche des origines de la représentation artistique. Selon lui, chaque style n'est pas le témoin d'une évolution culturelle (« on ne trouve pas d'enfance dans les styles »), mais synthétise plutôt des techniques soumises à l'évolution et les capacités mentales d'organisation de l'espace que toute représentation suppose.
Franz Boas avance pour sa part qu'il y a art quand il y a maîtrise parfaite d'une technique. D'où l'idée qu'un objet artistique n'a pas uniquement une fonction utilitaire, mais peut aussi devenir le modèle d'un style. Celui-ci dépendrait à la fois de la culture environnante et d'un type de représentation de l'espace, ce dernier étant fondamental aux yeux de l'auteur. Il nous dit en effet qu'il existe deux types de représentation d'un objet : celle qui cherche à imiter fidèlement ce que l'œil perçoit, et celle qui le représente comme le ferait l'esprit. Ainsi, F. Boas constate qu'au sein d'une même production, les sociétés traditionnelles parviennent à combiner différentes perspectives, et de multiples points de vue. « L'art primitif n'est donc ni naïf, ni rudimentaire ; en choisissant une variante spécifique de l'organisation de l'espace, il construit la complexité là où notre regard est habitué à simplifier ».
Le caractère évolutionniste de ces analyses est surtout incarné par l'idée que pour produire de l'art, une société doit avoir acquis dans sa culture certaines compétences. C'est ce qu'évoque cette notion de conception de l'espace présente chez ces deux auteurs. On peut cependant remarquer que quand Franz Boas donne à ce concept une fonction d'analyse, et non plus le rôle de critère de sélection, il tente de se détacher de ce paradigme. En effet de cette manière, il parvient à nous montrer comment une connaissance approfondie des styles et techniques dans l'étude des arts premiers peut nous en apprendre sur les sociétés lointaines.

### Recherches contemporaines
L'anthropologie de l'art explore aujourd'hui plusieurs axes de recherches, on peut citer:
- l'étude de la signification des objets d'arts dans le contexte qui est le leur. Voir par exemple à ce sujet les travaux de A. Forge et D. Biebuyck.
- l'étude du style artistique comme un système de communication et de signification indépendant. Voir par exemple à ce sujet les travaux de G. Bateson, A. Forge, E. Carpenter. On remarque par ailleurs que dans ce type de recherches anthropologiques sur l'art, il apparaît de nouveaux objets d'étude : l'oralité, la danse, musique...

## Esthétique et muséographie
À la suite de l'énorme accumulation d'objets qu'ont suscitée les politiques coloniales, de gigantesques collections ont dormi de longues années dans les entrepôts des musées d'Europe. La discipline ethnologique s'est d'ailleurs construite dans un parallèle assez étroit avec le développement muséologique : en effet ces institutions étaient les seuls lieux possibles de formation pour les candidats au métier d'ethnologue, à cette époque où cette discipline n'avait pas d'existence académique. Les XVIIIe et XIXe siècles, fidèles à la pensée évolutionniste, furent ceux où les productions artistiques des collections ethnographiques étaient rattachées aux musées d'antiquités et d'histoire naturelle.
À l'heure actuelle, il est régulièrement question de ressortir nombre de ces collections oubliées afin de les exposer au public, pour lui faire découvrir l'esthétisme exotique ou par devoir de mémoire envers ces cultures oubliées.
Cependant ces initiatives se heurtent à plusieurs problèmes idéologiques majeurs, dont on peut citer par exemple :
- quel critère pertinent faut-il retenir lors du choix des quelques pièces à sortir de l'ombre, parmi les milliers d'autres ?
- quel sens cela a-t-il, si l'on considère comme Carpenter qu'« une sculpture, avant d'être un objet est un acte », et que par conséquent « il est à proprement parler insensé de croire qu'une visite nous mette en présence d'un art primitif »[6] ?
- quelle position adopter vis-à-vis de ces objets que l'on ne possède pas toujours de façon légitime?

On peut noter à titre d'exemple, que ce sont ces mêmes questions qui ont rythmé les débats autour de la création du musée du quai Branly, communément appelé musée des arts premiers. La Triennale du Palais de Tokyo en 2012, intitulée "intense proximité" prend comme matériaux de référence la production ethnographique du XXe siècle pour parler de la production artistique en relation avec la perception des cultures.